# Les Canadiennes de Montréal
Les Canadiennes de Montréal (englisch Montréal Canadiennes) waren ein kanadisches Fraueneishockeyteam aus Montréal in der Provinz Québec, das 2007 als Stars de Montréal (englisch Montréal Stars) gegründet wurde und bis 2019 an der Canadian Women’s Hockey League teilnahm. Die Canadiennes erreichten acht Mal das Finale um den Clarkson Cup und konnten den Pokal vier Mal gewinnen.
Ab 2015 unterhielten die Canadiennes eine Partnerschaft mit dem NHL-Franchise der Canadiens de Montréal.

## Geschichte

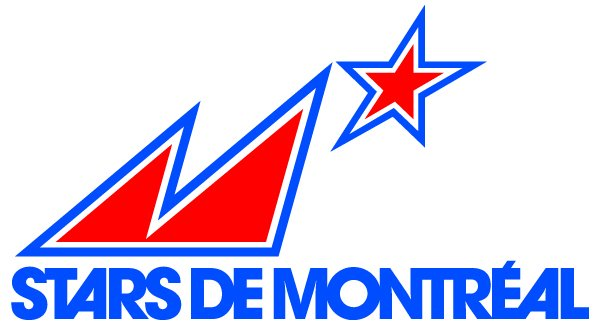
Logo der Stars de Montréal

Nach der Saison 2006/07 stellte die National Women’s Hockey League (NWHL) den Spielbetrieb ein und wurde durch die neu gegründete Canadian Women’s Hockey League ersetzt. Im Zuge dessen wurde die NWHL-Mannschaft der Axion de Montréal aufgelöst, ein neues Franchise namens Stars de Montréal gegründet und der Spielerkader mit Spielerinnen der Axion gefüllt.
In ihrer ersten Spielzeit, der Saison 2007/08, gewannen die Stars 23 der 30 Hauptrundenspiele und beendeten die Regular Season der Eastern Division auf dem ersten Platz. In den Play-offs schieden sie gegen die Mississauga Chiefs aus. Im folgenden Spieljahr gewannen die Stars ihren ersten Clarkson Cup, als sie die Minnesota Whitecaps mit 3:1 im Finale besiegten. Die ehemalige kanadische Generalgouverneurin Adrienne Clarkson übergab die Trophäe der Mannschaftskapitänin Lisa-Marie Breton. Neben dem Gewinn des Meisterpokals wurden Caroline Ouellette, Kim St-Pierre und Sabrina Habrec in das First- und Second-All-Star-Team berufen.
Seit 2015 unterhalten die Canadiennes eine Partnerschaft mit dem NHL-Franchise der Canadiens de Montréal, die auf gemeinsamem Marketing sowie der Unterstützung durch Material und Eiszeit basiert. Im Zuge der Partnerschaft benannte sich das Team in Les Canadiennes um, übernahm die Teamfarben der Canadiens und erhielt ein neues Logo, dass an das Logo des NHL-Franchise angelehnt ist.
2018 zog das Team in die Heimspielstätte, den Place Bell, des AHL-Farmteams der Canadiens de Montréal, der Laval Rocket, um.
Am 31. März 2019 gab die Liga die Einstellung ihres Betriebs, inklusive aller durch die Liga betriebenen Teams, bekannt.

## Bekannte Spielerinnen
- Meghan Agosta
- Marion Allemoz
- Erin Ambrose
- Lisa-Marie Breton
- Cathy Chartrand
- Julie Chu
- Mélodie Daoust
- Ann-Renée Desbiens
- Gillian Ferrari
- Haley Irwin
- Hilary Knight
- Jessica Koizumi
- Charline Labonté
- Jenny Lavigne
- Emerance Maschmeyer
- Caroline Ouellette
- Marie-Philip Poulin
- Lauriane Rougeau
- Kim St-Pierre
- Sarah Vaillancourt
- Catherine Ward
- Katie Weatherston

## Saisonstatistik

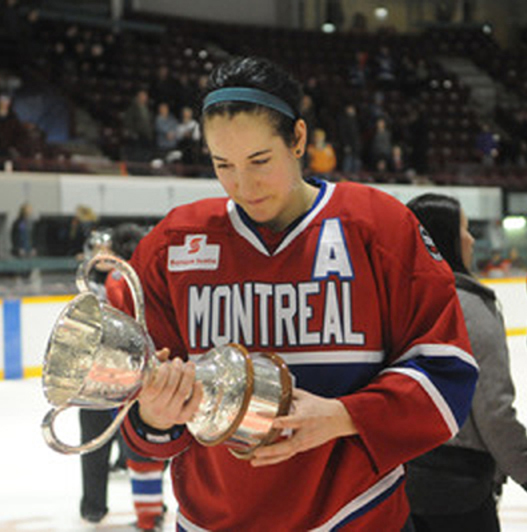
Caroline Ouellette mit dem Clarkson Cup, März 2011

| Saison  | Sp | S  | N | OTN | T   | GT | Pkt | Regular Season | Play-offs                                   |
| ------- | -- | -- | - | --- | --- | -- | --- | -------------- | ------------------------------------------- |
| 2007/08 | 30 | 23 | 6 | 1   | 112 | 55 | 48  | Platz 1        | 2. Runde                                    |
| 2008/09 | 30 | 25 | 4 | 1   | 135 | 65 | 51  | Platz 1        | CWHL-Meisterschaft, Clarkson Cup            |
| 2009/10 | 30 | 23 | 5 | 2   | 122 | 70 | 48  | Platz 1        | CWHL-Meisterschaft, Clarkson-Cup-Halbfinale |
| 2010/11 | 26 | 22 | 2 | 2   | 125 | 70 | 46  | Platz 1        | CWHL-Meisterschaft, Clarkson Cup            |
| 2011/12 | 27 | 22 | 4 | 1   | 160 | 66 | 51  | Platz 1        | CWHL-Meisterschaft, Clarkson Cup            |
| 2012/13 | 24 | 18 | 5 | 1   | 105 | 58 | 37  | Platz 2        | Clarkson-Cup-Finale                         |
| 2013/14 | 23 | 19 | 2 | 2   | 96  | 47 | 42  | Platz 1        | –                                           |
| 2014/15 | 24 | 14 | 9 | 1   | 67  | 49 | 29  | Platz 3        | Clarkson-Cup-Finale                         |
| 2015/16 | 24 | 21 | 3 | 0   | 114 | 36 | 42  | Platz 1        | Clarkson-Cup-Finale                         |
| 2016/17 | 24 | 17 | 5 | 2   | 91  | 48 | 36  | Platz 2        | Clarkson Cup                                |
| 2017/18 | 28 | 22 | 5 | 1   | 117 | 59 | 45  | Platz 1        | Halbfinale                                  |
| 2018/19 | 28 | 21 | 6 | 1   | 118 | 45 | 43  | Platz 2        | Clarkson-Cup-Finale                         |

Legende zur Saisonstatistik: GP oder Sp = Spiele insgesamt; W oder S = Siege; L oder N = Niederlagen; T oder U = Unentschieden; OTS = Siege nach Verlängerung (Overtime);  OTN oder OL = Overtime-Niederlagen; SOS = Shootout-Siege; SOL oder SON = Shootout-Niederlagen; P oder Pkt = Punkte; Pct % = Siege in %; GF oder T = Tore; GA oder GT = Gegentore